# Wilhelm Mach

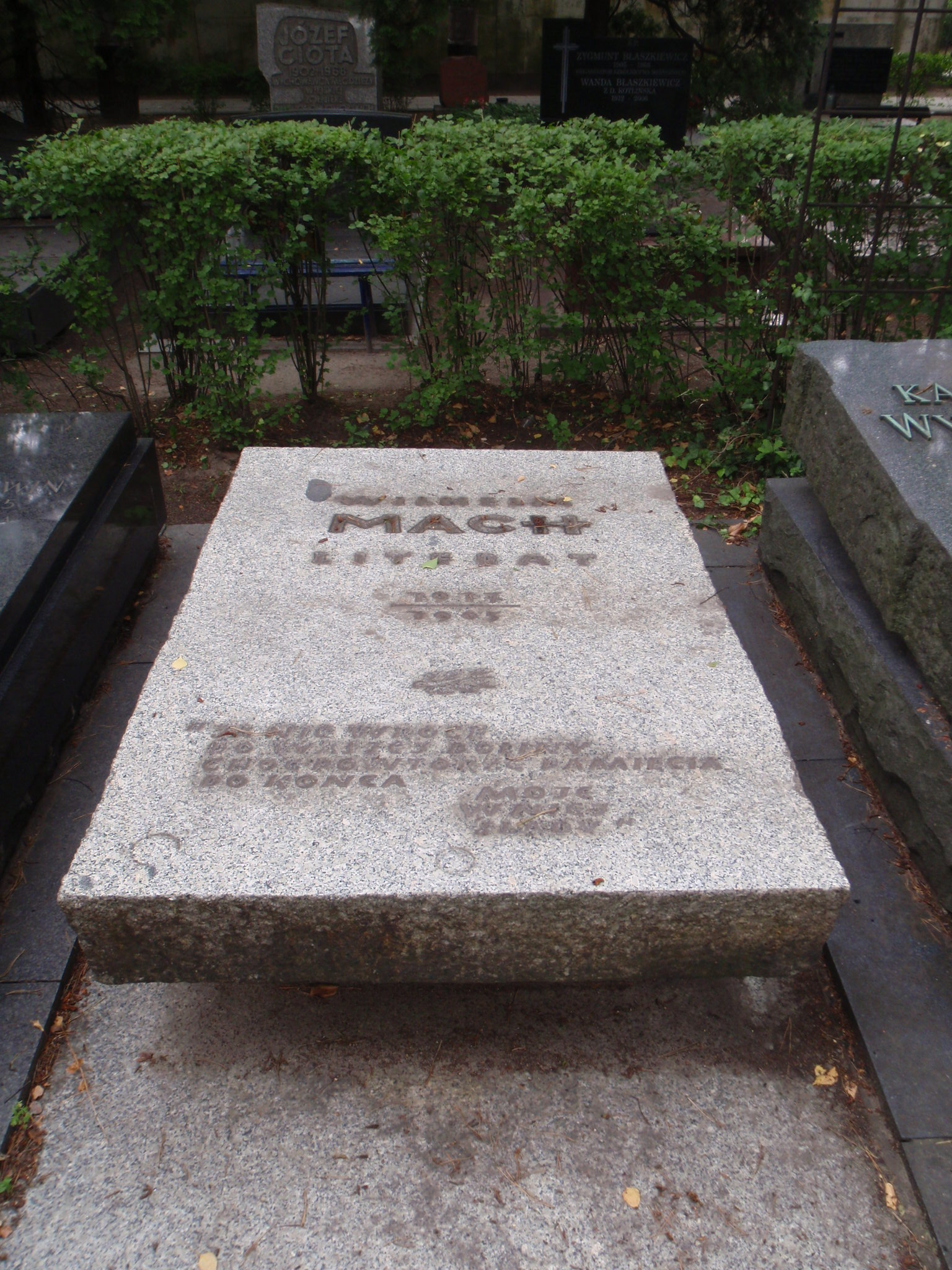
Grób Wilhelma Macha na cmentarzu Wojskowym na Powązkach

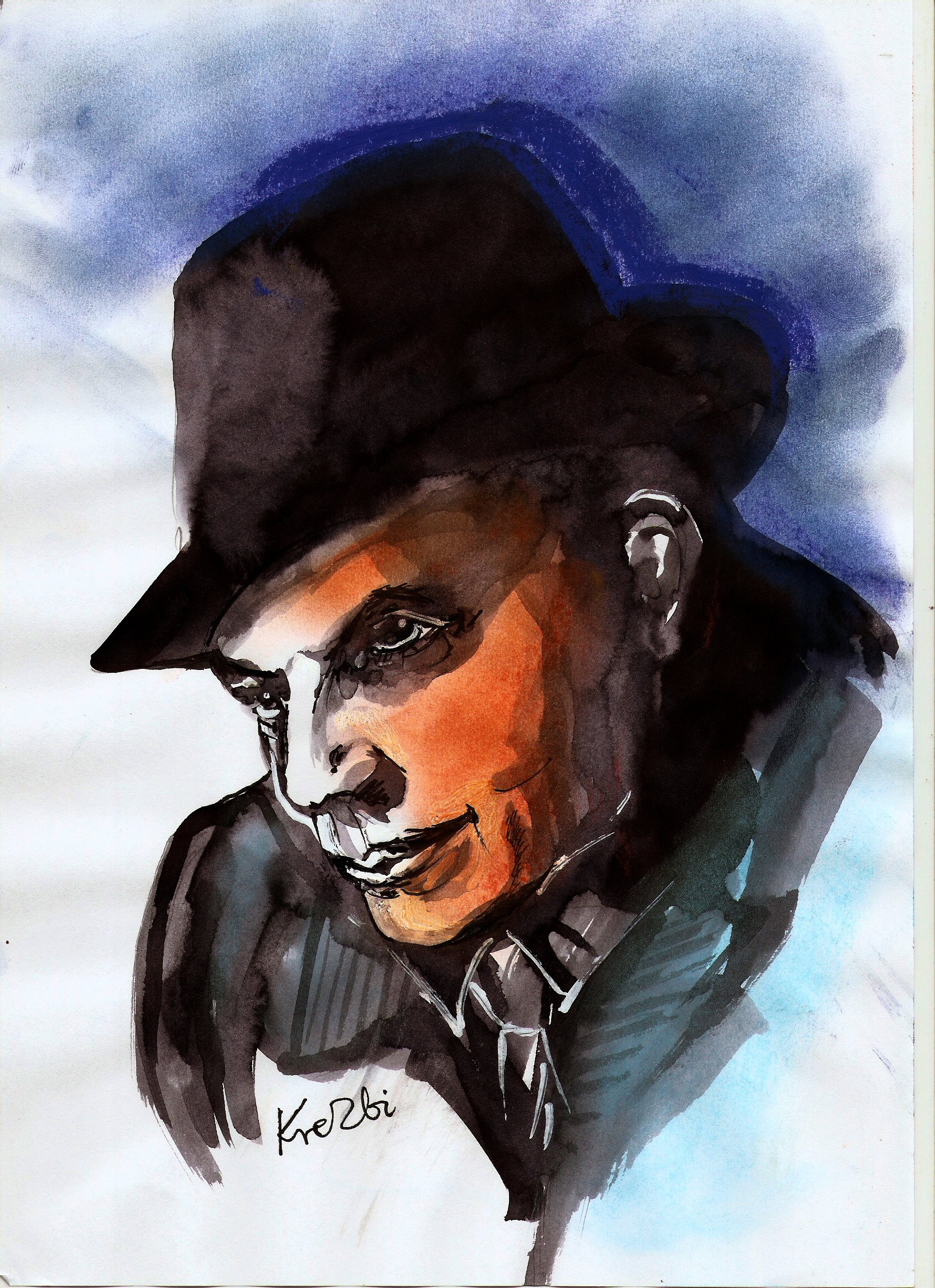
Wilhelm Mach (autor Zbigniew Kresowaty)

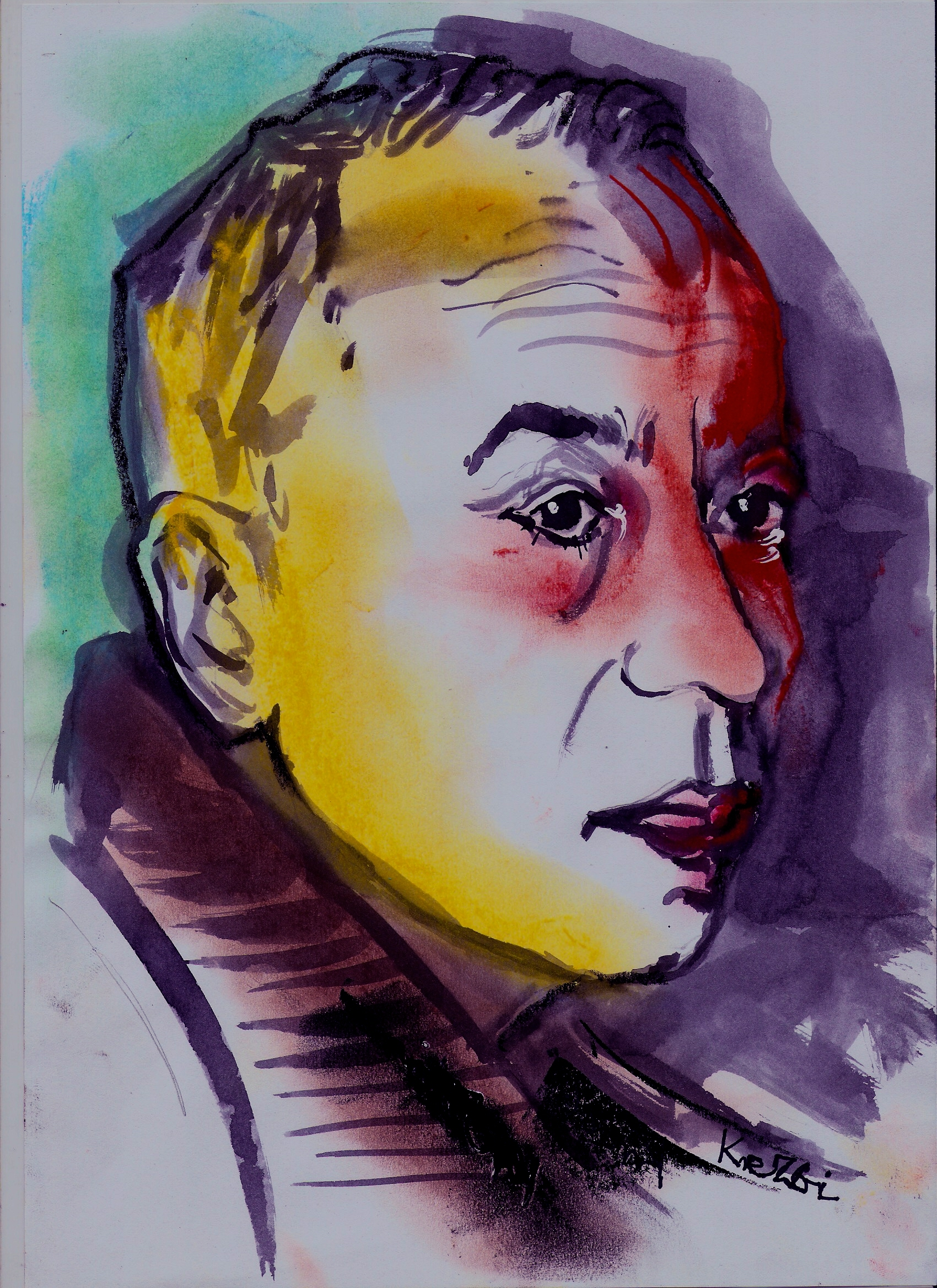
Wilhelm Mach (autor Zbigniew Kresowaty)

Wilhelm Mach, ps. il., Quidam, s., S., Współpracownik (ur. 26 grudnia 1916 w Kamionce, zm. 2 lipca 1965 w Warszawie) – polski prozaik, eseista i krytyk literacki, poeta.

## Życiorys
Urodził się we wsi Kamionka k. Ropczyc, w chłopskiej rodzinie Wincentego i Apolonii z Białków. Cztery klasy szkoły powszechnej ukończył w rodzinnej Kamionce, pozostałe w Ropczycach. Naukę kontynuował od 1928 roku w prywatnym Miejskim Staroklasycznym Koedukacyjnym Gimnazjum w Ropczycach. Debiutował wierszem Jesień wydrukowanym w szkolnym czasopiśmie „Przyszłość” (numer 1 z września 1928) oraz nowelą Dawne zapusty opublikowaną w 8 numerze czasopisma „Rola”. Edukację kontynuował od roku 1932 w Gimnazjum im. Władysława Jagiełły w Dębicy, w którym redagował szkolne czasopismo „U nas”. Maturę zdał w 1936 roku. W 1938 roku ukończył naukę w Państwowym Pedagogium w Krakowie. Po odbyciu rocznej służby wojskowej we wrześniu 1939 roku ukończył Szkołę Podchorążych Piechoty. Walczył w czasie kampanii wrześniowej w szeregach 6 Dywizji Piechoty Armii „Kraków” w bitwach pod Pszczyną i Tomaszowem Lubelskim.
W czasie okupacji mieszkał u siostry Bronisławy w przysiółku Księżomost w Sędziszowie Małopolskim, a następnie od 1941 roku w Krakowie, gdzie pracował w Ubezpieczalni Społecznej. W Krakowie działał w podziemiu ucząc młodzież maturalną na konspiracyjnych kompletach. W 1945 rozpoczął studia na Wydziale Humanistycznym (polonistyka) Uniwersytetu Jagiellońskiego, które ukończył 1 grudnia 1947 roku.
Za swój debiut literacki sam Wilhelm Mach uważał publikację wiersza Tobie dalekiej wydrukowanego jesienią 1945 roku w jednodniówce Inaczej, której był współredaktorem. Jako prozaik debiutował opowiadaniem Rdza w 1945 roku na łamach 42 numeru tygodnika „Odrodzenie”. W latach 1945–1946 należał do grupy literackiej Zespół Młodych „Inaczej”. W latach 1945–1950 był sekretarzem redakcji miesięcznika „Twórczość” w Krakowie. Publikował w nim opowiadania i recenzje literackie. Publikował również w „Odrodzeniu” (1945–1947) i w „Dzienniku Literackim” (1947–1950). Od 1945 roku był członkiem Koła Młodych przy Oddziale Krakowskim Związku Zawodowego Literatów Polskich (od 1949 roku Związku Literatów Polskich). Członkiem Związku został w 1948 roku. W latach 1947–1948 był stypendystą rządu francuskiego w Paryżu. W 1950 roku przeniósł się do Warszawy wraz z redakcją „Twórczości”. Był konsultantem literackim Domu Wojska Polskiego. W latach 1950–1958 był redaktorem tygodnika „Nowa Kultura”. Od 1958 roku był kierownikiem literackim zespołu filmowego. Podróżował między innymi w 1956 roku do ZSRR i Indii, a od roku 1958 kilkakrotnie do Bułgarii i w 1961 do USA.
Przyjaźnił się z Zofią Nałkowską, która wyznaczyła go na jednego z czterech kuratorów swojej spuścizny.
Zmarł nagle, 2 lipca 1965 w Warszawie. Według rodziny i biografa Janusza Termera powodem był zawał mięśnia sercowego. Przyjaciele Macha ze środowisk literackich, m.in. Marek Nowakowski i Kazimierz Brandys, wspominali jednak, że pisarz popełnił samobójstwo za pomocą trucizny i że wcześniej opowiadał im o planach otrucia się. Został pochowany na cmentarzu Wojskowym na Powązkach (kwatera C 2-6-8).

## Twórczość
Wilhelm Mach w swojej twórczości zajmował się głównie problematyką psychologiczną i przemianami moralnymi w życiu i świadomości wsi polskiej.
We wszystkich powieściach Macha bohaterowie czują się obco w swej lokalnej społeczności, czy też rodzinie, jak Andrzej Osiecki z Rdzy. Wyczuwają, że nie pasują do ogółu, ze względu na własny talent i wrażliwość, niczym Bolek Jawor z Jaworowego domu. Ze względów politycznych i wyznaniowych stają się obcymi jako grupa w Życiu dużym i małym. Także Agnieszka i Zenon Bałcz – postacie z Agnieszki, córki Kolumba, wtargnąwszy w życie mieszkańców Chrobrzyczek, stają się intruzami. Czy wreszcie Aleksander/Xander z Gór nad czarnym morzem mający problem z własną tożsamością.

### Powieści
- Rdza, Czytelnik 1950, Czytelnik 1967
- Jaworowy dom, Twórczość 1954, Czytelnik 1954, Czytelnik 1955, Czytelnik 1977
- Życie duże i małe, Wydawnictwo Łódzkie 1959, Czytelnik 1965, Czytelnik 1972, Czytelnik 1974, Wydawnictwo Łódzkie 1984
- Góry nad czarnym morzem, Czytelnik 1961, przekład czeski 1967
- Agnieszka, córka Kolumba, Czytelnik 1964, Czytelnik 1965, Czytelnik 1968, przekład bułgarski 1966, litewski 1966, łotewski 1972, mołdawski 1971, niemiecki 1970 i 1977, rosyjski 1969 i 1973, ukraiński 1971 i 1982, węgierski 1966, adaptacja radiowa 1975

### Opowiadania
- Za kwadrans wiosna, Wydawnictwo Literackie 1978

### Scenariusze filmowe
- Do widzenia, do jutra, współautorzy Zbigniew Cybulski i Bogumił Kobiela, 1960
- Agnieszka 46, współautor Zdzisław Skowroński, 1964

### Inne (reportaże, eseje)
- Doświadczenia i przypadki. Opowiadania, eseje, reportaże i felietony. 1945–1953, Czytelnik 1954
- Szkice literackie, Czytelnik 1971

## Ordery i odznaczenia
- Krzyż Kawalerski Orderu Odrodzenia Polski (15 lipca 1954)[4]
- Medal 10-lecia Polski Ludowej (19 stycznia 1955)[5]

## Nagrody
- 1955 – wyróżnienie Podkomitetu Literatury i Sztuki Nagrody Państwowej za powieść Jaworowy dom[6]
- 1959 – I nagroda Wydawnictwa Łódzkiego za Życie duże i małe
- 1964 – Nagroda Państwowa II stopnia za powieść Agnieszka, córka Kolumba

## Upamiętnienie
- W latach 1968–1981 Zarząd Główny Związku Literatów Polskich przyznawał Nagrodę im. Wilhelma Macha za debiut powieściowy.
- W 1966 nowej szkole podstawowej w rodzinnej Kamionce nadano imię Wilhelma Macha, a w gmachu Liceum Ogólnokształcącego w Dębicy została ustanowiona tablica upamiętniająca Wilhelma Macha[7].
- W Gorlicach powojenna właścicielka willi Sklarczykówka, jego siostra Bronisława (I-voto Mugler, II-voto Sartorius) nazwała ją Domem Pamięci imienia Wilhelma Macha. W domu tym w okresie okupacji mieściła się siedziba gorlickiego Gestapo[8].